# Gabriel Bouvery
Gabriel Bouvery fut l'évêque d'Angers de 1540 à 1572, successeur de l’évêque Jean Olivier, mort le 12 avril 1540.

## Biographie

### Nomination
C'est le pouvoir royal, en la personne de François Ier qui saisit l’occasion pour intervenir d’une façon vigoureuse auprès du chapitre de la cathédrale d'Angers afin d’imposer la nomination de Gabriel Bouvery. Alors que les idées de la Réforme commencent à se répandre en France, François Ier garde initialement une attitude plutôt tolérante, sous l'influence de sa sœur Marguerite de Navarre, portée sur l'Évangélisme, sans rupture avec l'Église catholique romaine. Survient en octobre 1534 la malheureuse affaire des Placards, dans laquelle François Ier estimera l'autorité royale bafouée et qui en réaction déclencha le processus de persécution des Protestants et l'amorce des guerres de religion en France.
Gabriel Bouvery est le neveu d’un Grand Chancelier, proche du Roi, Guillaume Poyet. ce dernier est le fils d’un Maire d’Angers Pierre Poyet. Pour la monarchie il s’agit de mieux contrôler la puissante institution qu’était alors l’Église.
Il est nommé évêque d'Angers en 1540 à la suite de la mort de son prédécesseur Jean V Olivier.
Le 30 juillet 1553, il consacre la nouvelle église Notre-Dame-des-Ardilliers de Saumur dont Jean V Olivier fut le fondateur.

### Rôle durant les guerres de religion
Gabriel Bouvery s'efforce de mettre en œuvre les décisions du Concile de Trente.
En 1560, Charles IX devient roi de France, la Guerre de religion bat son plein. La paix est finalement signée entre Condé et Catherine de Médicis à Longjumeau le 23 mars 1568, confirmée par la paix de Saint-Germain-en-Laye en 1570.
L’évêque Gabriel Bouvery met en place une "ligue angevine" catholique.
En août 1572, a lieu un attentat contre l'un des chefs du parti des huguenots, Gaspard II de Coligny. Craignant un soulèvement, et après avoir écouté les conseils de sa mère Catherine de Médicis, Charles IX décide l'élimination des chefs protestants, à l'exception des princes du sang, Henri de Navarre (futur Henri IV) et le prince de Condé: c'est le massacre de la Saint-Barthélemy.
Dès août 1572, Le gouverneur de l'Anjou, Puygaillard, alors à Paris, se voit commander d'organiser une Saint-Barthélemy à Saumur et à Angers. Son homme de confiance dans la province est Jean de Chambes, baron de Montsoreau, un catholique fanatique, chapitré par sa sœur, moniale à Fontevraud. Il s'était fait remarquer par son allant et par sa cruauté au cours des guerres précédentes et avait obtenu en récompense le gouvernement de Saumur. Impitoyable, Jean de Chambes continue de faire régner la terreur dans la région. L'église réformée de Saumur est presque anéantie. Charles IX finit par rappeler son gouverneur à l'ordre le 14 septembre : « je vous prie très expressément que vous ayez incontinant, non seullement à ne continuer, et faire cesser telles exactions et violences ».
La même année, Gabriel Bouvery meurt. Il est remplacé par l'évêque Guillaume Ruzé, évêque de Saint-Malo de 1570 à 1572 et confesseur des rois de France.

## Sources
1. ↑  Charles Louis Richard, Bibliothèque sacrée, ou Dictionnaire universel historique, dogmatique, canonique, géographique et chronologique des sciences ecclésiastiques ...;, 1827, 994 p. (lire en ligne), p. 48.